# 北見工業短期大学
北見工業短期大学（きたみこうぎょうたんきだいがく、英語: Kitami College of Technology）は、北海道北見市公園町165に本部を置いていた日本の国立大学である。1960年に設置され、1967年に廃止された。

## 概要

### 大学全体
- 北海道北見市に所在した日本の国立短期大学。
- 1960年に2学科体制で開学。その後は順次学科増設により最終的には4学科にまで発展した。
- 1965年度の入学生を最後に[注釈 1]、1967年に短期大学としての使命を終える[3]

### 学風および特色
- 北見工業短期大学は併設型ではなく独立の短期大学として経営されていた。
- 男子学生が圧倒的に多かった。

## 沿革
- 1960年
  - 4月1日 北見工業短期大学が以下の学科体制にて開学する[4]。
    - 機械科 入学定員40名
    - 応用化学科 入学定員40名
- 1961年
  - 5月1日 学生数[5]/定員
    - 機械科 80[注釈 2]/80
    - 応用化学科 76[注釈 3]/80
- 1962年
  - 4月1日 以下の学科が増設される[6]。
    - 電気科 入学定員40名

  - 5月1日 学生数[7]/定員
    - 機械科 78[注釈 2]/80
    - 応用化学科 75[注釈 2]/80
    - 電気科 42[注釈 2]/40
- 1965年
  - 4月1日 以下の学科が増設される[8]。
    - 土木科

  - 同 この年度で学生受入れが最後となる[注釈 1]。
  - 5月1日 学生数[9]/定員
    - 機械科 75[注釈 2]/80
    - 応用化学科 77[注釈 3]/80
    - 電気科 74[注釈 2]/80
    - 土木科 43[注釈 2]/80
- 1966年
  - 5月1日 学生数[10]/定員
    - 機械科 38[注釈 2]/40
    - 応用化学科 43[注釈 3]/40
    - 電気科 33[注釈 2]/40
    - 土木科 40[注釈 2]/40
- 1967年
  - 5月31日 左記を以て正式に廃止される。

## 基礎データ

### 所在地
- 北海道北見市公園町165

## 教育および研究

### 組織

#### 学科[注 2]
- 機械科 入学定員40名
- 応用化学科 入学定員40名
- 電気科 入学定員40名
- 土木科 入学定員40名

#### 専攻科
- なし

#### 別科
- なし

#### 取得資格について
- 測量士補資格が土木科にて設置されていた。

### 研究
- 『北見工業短期大学研究報告』[1]

## 大学関係者と組織

### 大学関係者一覧

#### 大学関係者
- 佐山総平：開学から閉学まで歴任。

## 施設[11]

### キャンパス
- 設備：図書館（1964年度における蔵書数はおよそ15,000冊以上となっていた）合同教室・機械科工作実習室・電気科製図室・応用化学科実験室・電気科実験室などがあった。
- 総敷地面積は30,008坪、建物面積は2,020坪となっていた。

### 寮
- 木造2階建、収容人数30名、寮月費額はおよそ4,500円となっていた[12]。

### 学生食堂
- あり[12]。

## 卒業後の進路について

### 就職について
- 全体的には、建設業・印刷会社・出版社・製造業・小売・卸売などが多いものとなっていた[11]。